# Виртуализация
Виртуализа́ция — предоставление набора вычислительных ресурсов или их логического объединения, абстрагированное от аппаратной реализации, и обеспечивающее при этом логическую изоляцию друг от друга вычислительных процессов, выполняемых на одном физическом ресурсе.
Примером использования виртуализации является возможность запуска нескольких операционных систем на одном компьютере: при том каждый из экземпляров таких гостевых операционных систем работает со своим набором логических ресурсов (процессорных, оперативной памяти, устройств хранения), предоставлением которых из общего пула, доступного на уровне оборудования, управляет хостовая операционная система — гипервизор. Также могут быть подвергнуты виртуализации сети передачи данных, сети хранения данных, платформенное и прикладное программное обеспечение (эмуляция).

## Виды виртуализации
Оборудование
- Эмуляция — полная виртуализация (виртуализация всей платформы); например, QEMU или эмуляторы игровых консолей.

Операционные системы
- Программная виртуализация
  - Динамическая трансляция; при динамической (бинарной) трансляции проблемные команды гостевой операционной системы перехватываются гипервизором.
  - Паравиртуализация: операционная система взаимодействует с программой гипервизора, который предоставляет ей гостевой API, вместо использования напрямую таких ресурсов, как таблица страниц памяти.
    - Встроенная виртуализация
- Аппаратная виртуализация — виртуализация с поддержкой специальной процессорной архитектуры. В отличие от программной виртуализации, с помощью данной техники возможно использование изолированных гостевых систем, управляемых гипервизором напрямую.
- Виртуализация на уровне операционной системы: работа нескольких экземпляров пространства пользователя в рамках одной ОС. Примерами могут быть Docker, LXC

Программное обеспечение
- Виртуализация приложений (также виртуализация рабочего окружения): работа отдельных приложений в среде, отделённой от основной ОС. Эта концепция тесно связана с портативными приложениями. Примерами могут быть: Citrix XenApp, Microsoft App-V[англ.].
- Виртуализация сервисов: эмуляция поведения системных компонентов, необходимых для запуска приложения в целях отладки и тестирования (англ. Application Under Test). Вместо виртуализации компонентов целиком, эта технология виртуализует только необходимые части. Примеры: SoapUI, Parasoft Virtualize[англ.].

Память
- Виртуализация памяти (англ. memory virtualization) — объединением оперативной памяти из различных ресурсов в единый массив. Реализации: Oracle Coherence[англ.], GigaSpaces XAP[англ.].
- Виртуальная память — изоляция адресного пространства приложения от всего адресного пространства. Применяется во всех современных ОС.

Системы хранения
- Виртуализация хранения данных, представление набора физических носителей в виде единого физического носителя.
  - Блочная виртуализация
  - Файловая виртуализация
- Распределённая файловая система — любая файловая система, которая позволяет получать доступ к файлам с нескольких устройств, с помощью компьютерной сети.
- Виртуальная файловая система — уровень абстракции поверх конкретной реализации файловой системы. Целью VFS является обеспечение единообразного доступа клиентских приложений к различным типам файловых систем.
- Гипервизор хранения (англ. storage hypervisor) — программа, которая управляет виртуализацией пространства для хранения данных и может объединять различные физические пространства в единый логический массив[1].
- Виртуализация устройств хранения данных: виртуализация жёсткого (логический диск) или оптического диска (например, DAEMON Tools).

Базы данных
- Виртуализация данных (англ. data virtualization) — представление данных в абстрактном виде, независимо от нижележащих систем управления и хранения данных, а также их структуры. Это подход к унификации данных из нескольких источников на одном уровне, чтобы приложения, средства отчётности и конечные пользователи могли получать доступ к данным, не нуждаясь в подробных сведениях об исходных источниках, местоположениях и структурах данных.[2]

Сеть
- Виртуализация сети — процесс объединения аппаратных и программных сетевых ресурсов в единую виртуальную сеть.
  - Внешняя, соединяющая множество сетей в одну виртуальную.
  - Внутренняя, создающая виртуальную сеть между программными контейнерами внутри одной системы.
- Виртуальная частная сеть — обеспечение одного или нескольких сетевых соединений поверх другой сети.

## Виртуализация операционных систем
Для виртуализации операционных систем применяется серия подходов, которые по типу реализации подразделяются на программные и аппаратные.

### Программная виртуализация

#### Динамическая трансляция
При динамической (бинарной) трансляции проблемные команды гостевой операционной системы перехватываются гипервизором. После того как эти команды заменяются на безопасные, происходит возврат управления гостевой системе.

#### Паравиртуализация
Паравиртуализация — техника виртуализации, при которой гостевые операционные системы подготавливаются для исполнения в виртуализированной среде, для чего их ядро незначительно модифицируется. Операционная система взаимодействует с программой гипервизора, который предоставляет ей гостевой API, вместо использования напрямую таких ресурсов, как таблица страниц памяти.
Метод паравиртуализации позволяет добиться более высокой производительности, чем метод динамической трансляции.
Метод паравиртуализации применим лишь в том случае, если гостевые операционные системы имеют открытые исходные коды, которые можно модифицировать согласно лицензии, или же гипервизор и гостевая операционная система разработаны одним производителем с учётом возможности паравиртуализации гостевой системы (хотя при условии того, что под гипервизором может быть запущен гипервизор более низкого уровня, то и паравиртуализации самого гипервизора).
Впервые термин возник в проекте Denali.

##### Встроенная виртуализация
Преимущества:
- Совместное использование ресурсов несколькими гостевыми операционными системами (каталоги, принтеры и так далее).
- Удобство интерфейса для окон приложений из разных систем (перекрывающиеся окна приложений, одинаковая минимизация окон, как в хост-системе).
- При тонкой настройке на аппаратную платформу производительность мало отличается от оригинальной операционной системы. Быстрое переключение между системами (менее одной секунды).
- Простая процедура обновления гостевой операционной системы.
- Двухсторонняя виртуализация (приложения одной системы запускаются в другой и наоборот).

Реализации:
- BlueStacks Multi-OS (MOS)[4][5].

### Аппаратная виртуализация
Преимущества:
- Упрощение разработки программных платформ виртуализации за счет предоставления аппаратных интерфейсов управления и поддержки виртуальных гостевых систем. Это уменьшает трудоемкость и время на разработку систем виртуализации.
- Возможность увеличения быстродействия платформ виртуализации. Управление виртуальными гостевыми системами осуществляет напрямую небольшой промежуточный слой программного обеспечения, гипервизор, что дает увеличение быстродействия.
- Улучшается защищённость, появляется возможность переключения между несколькими запущенными независимыми платформами виртуализации на аппаратном уровне. Каждая из виртуальных машин может работать независимо, в своем пространстве аппаратных ресурсов, полностью изолированно друг от друга. Это позволяет устранить потери быстродействия на поддержание хостовой платформы и увеличить защищенность.
- Гостевая система становится не привязана к архитектуре хостовой платформы и к реализации платформы виртуализации. Технология аппаратной виртуализации делает возможным запуск 64-битных гостевых систем на 32-битных хостовых системах (с 32-битными средами виртуализации на хостах).

Технологии:
- Режим виртуального 8086 (устарела)
- Intel VT (VT-x, Intel Virtualization Technology for x86)
- AMD-V

Платформы, использующие аппаратную виртуализацию:
- IBM LPAR
- VMware
- Hyper-V
- Xen
- KVM
- Bhyve

### Контейнерная виртуализация
Контейнерная виртуализация — виртуализация на уровне операционной системы — позволяет запускать изолированные виртуальные системы на одном физическом узле, но не позволяет запускать операционные системы с ядрами, отличными от типа ядра базовой операционной системы. При таком подходе не существует отдельного слоя гипервизора, вместо этого сама хостовая операционная система отвечает за разделение аппаратных ресурсов между несколькими гостевыми системами (контейнерами) и обеспечивает их независимость. Некоторые реализации — FreeBSD Jail (2000), Virtuozzo Containers (2000), Solaris Containers (2005), Linux-VServer, OpenVZ (2005), LXC (2008), iCore Virtual Accounts (2008), Docker (2013).

## Области применения виртуализации

### Виртуальные машины

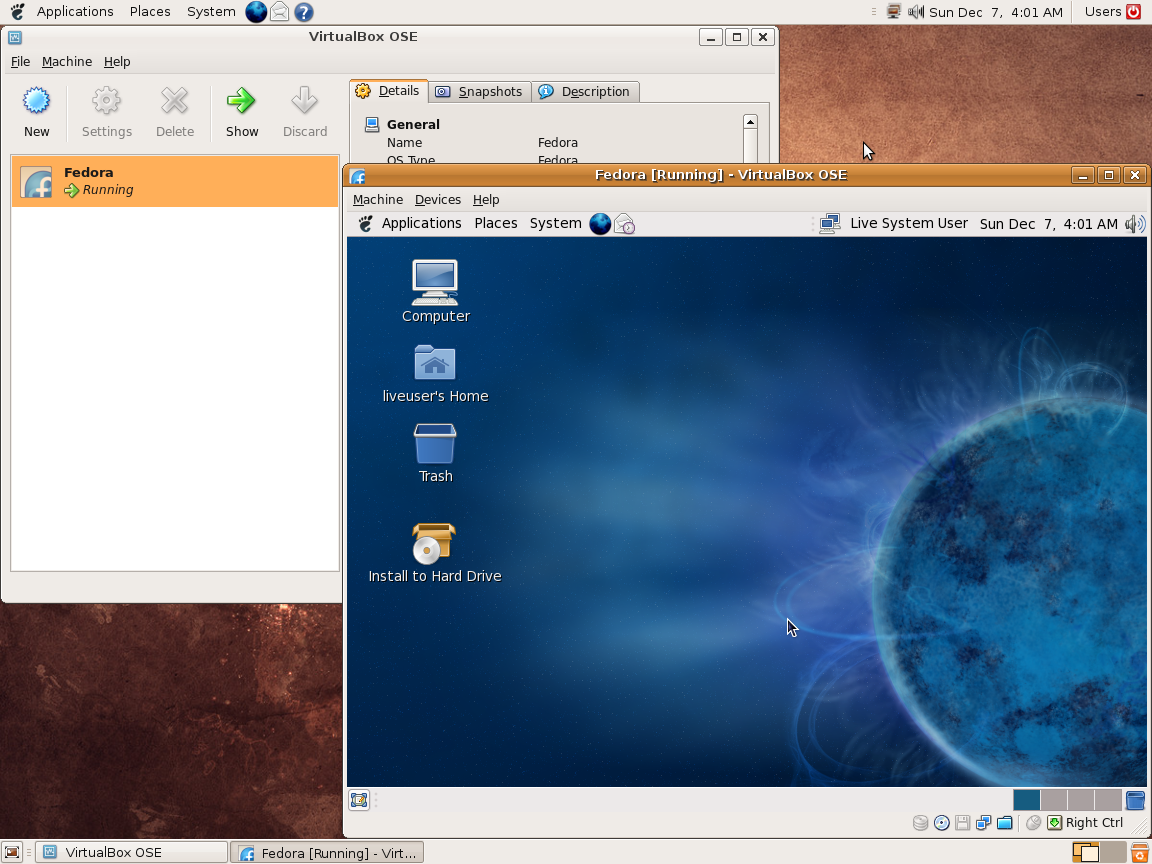
VirtualBox

Виртуальная машина — это окружение, которое представляется для «гостевой» операционной системы, как аппаратное. Однако на самом деле это программное окружение, которое эмулируется программным обеспечением хостовой системы. Эта эмуляция должна быть достаточно надёжной, чтобы драйверы гостевой системы могли стабильно работать. При использовании паравиртуализации, виртуальная машина не эмулирует аппаратное обеспечение, а, вместо этого, предлагает использовать специальный API.
Примеры применения:
- Тестовые лаборатории и обучение: тестированию в виртуальных машинах удобно подвергать приложения, влияющие на настройки операционных систем, например инсталляционные приложения. За счёт простоты в развёртывании виртуальных машин, они часто используются для обучения новым продуктам и технологиям.
- Распространение предустановленного программного обеспечения: многие разработчики программных продуктов создают готовые образы виртуальных машин с предустановленными продуктами и предоставляют их на бесплатной или коммерческой основе. Такие услуги предоставляют Vmware VMTN или Parallels PTN.

### Виртуализация ресурсов
Виртуализация ресурсов (или разделение ресурсов, англ. partitioning) может быть представлена как разделение одного физического узла на несколько частей, каждая из которых видна для владельца в качестве отдельного сервера. Не является технологией виртуальных машин, осуществляется на уровне ядра операционной системы.
В системах с гипервизором второго типа обе операционные системы (гостевая и гипервизора) отнимают физические ресурсы, и требуют отдельного лицензирования. Виртуальные серверы, работающие на уровне ядра ОС, почти не теряют в быстродействии, что дает возможность запускать на одном физическом сервере сотни виртуальных, не требующих дополнительных лицензий.
Дисковое пространство или пропускной канал сети разделены на некоторое количество меньших составляющих, и потому легче используемых ресурсов того же типа.
Например, к реализации разделения ресурсов можно отнести OpenSolaris Network Virtualization and Resource Control (Проект Crossbow), позволяющий создавать несколько виртуальных сетевых интерфейсов на основе одного физического.
Агрегация, распределение или добавление множества ресурсов в большие ресурсы или объединение ресурсов. Например, симметричные мультипроцессорные системы объединяют множество процессоров; RAID и дисковые менеджеры объединяют множество дисков в один большой логический диск; RAID и сетевое оборудование использует множество каналов, объединённых так, чтобы они представлялись, как единый широкополосный канал. На мета-уровне компьютерные кластеры делают все вышеперечисленное. Иногда сюда же относят сетевые файловые системы абстрагированные от хранилищ данных на которых они построены, например, Vmware VMFS, Solaris/OpenSolaris ZFS, NetApp WAFL.

### Виртуализация приложений
Виртуализация приложений — процесс использования приложения, преобразованного из требующего установки в операционную систему в не требующее (требуется только запустить). Для виртуализации приложений программное обеспечение виртуализатора определяет при установке виртуализуемого приложения, какие требуются компоненты ОС, и эмулирует их. Таким образом, создаётся необходимая специализированная среда для конкретно этого виртуализируемого приложения и, тем самым, обеспечивается изолированность работы этого приложения. Для создания виртуального приложения виртуализируемое помещается в контейнер, оформленный, как правило, в виде папки. При запуске виртуального приложения запускается виртуализируемое приложение и контейнер, являющийся для него рабочей средой. Рабочая среда запускается и предоставляет локальные ранее созданные ресурсы, которое включает в себя ключи реестра, файлы и другие компоненты, необходимые для запуска и работы приложения. Такая виртуальная среда работает как прослойка между приложением и операционной системой, что позволяет избежать конфликтов между приложениями. Виртуализацию приложений обеспечивают, например, программы Citrix XenApp, SoftGrid и VMware ThinApp.
Достоинства:
- изолированность исполнения приложений: отсутствие несовместимостей и конфликтов;
- каждый раз в первозданном виде: не загромождается реестр, нет конфигурационных файлов — необходимо для сервера;
- меньшие ресурсозатраты по сравнению с эмуляцией всей операционной системы.